# Nervus oculomotorius
De nervus oculomotorius, in het Nederlands ook wel oogbewegingszenuw, is de derde van de twaalf hersenzenuwen. De zenuw is verantwoordelijk voor het aansturen van de musculus levator palpebrae superioris en alle uitwendige oogspieren met uitzondering van de musculus obliquus superior en de musculus rectus lateralis. Daarnaast speelt de n. III een rol in het parasympathische zenuwstelsel: de zenuw kan de pupil verkleinen en stuurt de musculus ciliaris om dichtbij te kunnen zien.

## Beschrijving
De nuclei van de nervus oculomotorius liggen in de middenhersenen en de zenuw verlaat de hersenstam aan de ventrale (buik) kant in de fossa interpeduncularis. Samen met de andere zenuwen die oogbewegingen aansturen, de nervus trochlearis en de nervus abducens, verlaat de nervus oculomotorius de schedel via de bovenste oogkasspleet.
De preganglionische parasympathische zenuwcellen van de nervus oculomotorius liggen in de kern van Edinger-Westphal in de middenhersenen en lopen naar het ganglion ciliare, een kern die vlak achter het oog ligt. Van daar worden de musculus ciliaris en musculus sphincter pupillae aangestuurd. Deze spieren worden respectievelijk gebruikt om dichtbij te kunnen zien en de pupil te verkleinen.

## Innervatie
- Somatomotorische vezels: uitwendige oogspieren
  - Ramus superior:
    - M. levator palpebrae superioris
    - M. rectus superior

  - Ramus inferior:
    - M. rectus inferior
    - M. rectus medialis
    - M. obliquus inferior
- Visceromotorisch deel: inwendige oogspieren
  - M. ciliaris
  - M. sphincter pupillae

I: N. olfactorius · II: N. opticus · III: N. oculomotorius · IV: N. trochlearis · V: N. trigeminus (N. ophthalmicus · N. maxillaris · N. mandibularis) · VI: N. abducens · VII: N. facialis · VIII: N. vestibulocochlearis · IX: N. glossopharyngeus · X: N. vagus · XI: N. accessorius · XII: N. hypoglossus